# 계산주의 마음 이론
계산주의 마음 이론(computational theory of mind, CTM)은 심리철학에서 계산주의(computationalism)라고도 알려진 용어로, 인간의 마음이 정보 처리 시스템이고 인지와 의식이 함께 계산의 한 형태라고 주장하는 일련의 견해이다. 워런 스터지스 매컬러와 월터 피츠(Walter Pitts, 1943)는 신경 활동이 계산적이라는 것을 처음으로 제안했다. 이들은 신경 계산이 인지를 설명한다고 주장했다. 이 이론은 1967년 힐러리 퍼트넘에 의해 현대적인 형태로 제안되었고, 1960년대, 1970년대, 1980년대에 그의 박사 과정 학생이자 철학자이자 인지 과학자인 제리 포더에 의해 개발되었다. 이는 퍼트넘 자신과 존 설 등의 연구로 인해 1990년대 분석철학에서 격렬한 논쟁을 불러일으켰다.
마음의 계산 이론에서는 마음이 뇌의 신경 활동에 의해 실현되는(즉, 물리적으로 구현되는) 계산 시스템이라고 주장한다. 이론은 여러 가지 방법으로 정교화될 수 있으며 계산이라는 용어를 어떻게 이해하느냐에 따라 크게 달라진다. 계산은 일반적으로 기계의 내부 상태와 결합하여 규칙에 따라 기호를 조작하는 튜링 기계의 관점에서 이해된다. 이러한 계산 모델의 중요한 측면은 계산을 구현하는 기계의 특정 물리적 세부 사항을 추상화할 수 있다는 것이다. 예를 들어, 규칙에 따라 수행되는 입력 및 내부 상태 조작을 기반으로 하는 일련의 출력이 있는 한, 적절한 계산은 실리콘 칩이나 생물학적 신경망을 통해 구현될 수 있다. 따라서 CTM은 마음이 단순히 컴퓨터 프로그램과 유사한 것이 아니라 문자 그대로 계산 시스템이라고 주장한다.
마음의 계산 이론은 계산에 대한 '입력'이 다른 대상의 기호 또는 표현의 형태로 이루어지기 때문에 정신적 표현이 필요하다고 종종 말한다. 컴퓨터는 실제 객체를 계산할 수 없지만 객체를 어떤 형식으로 해석하고 표현한 다음 표현을 계산해야 한다. 정신의 계산 이론은 둘 다 정신 상태가 표상임을 요구한다는 점에서 표상 정신 이론과 관련이 있다. 그러나 마음의 표상 이론은 초점을 조작되는 상징으로 옮긴다. 이 접근 방식은 체계성과 생산성을 더 잘 설명한다. 포더의 원래 견해에서 마음의 계산 이론은 사고의 언어와도 관련이 있다. 사고 이론의 언어는 의미론의 도움으로 마음이 더 복잡한 표현을 처리할 수 있게 해준다.
최근 연구에서는 우리가 마음과 인지를 구별할 것을 제안했다. 매컬러와 피츠의 전통을 토대로 구축된 CTC(계산 인지 이론)는 신경 계산이 인지를 설명한다고 말한다. 마음의 계산 이론은 인지뿐만 아니라 현상적 의식이나 감각질도 계산적이라고 주장한다. 즉, CTM에는 CTC가 수반된다. 경이로운 의식은 다른 기능적 역할을 수행할 수 있지만, 인지에 대한 계산 이론은 마음의 일부 측면이 비계산적일 수 있다는 가능성을 열어 둔다. 따라서 CTC는 경이로운 의식을 중심으로 한 반론을 피하면서 신경망을 이해하는 데 중요한 설명 프레임워크를 제공한다.

## 같이 보기
- 인공 의식
- 인지주의
- 모의실험 가설
- 중국어 방
- 중국인 체육관